# いちご100% キャラクターファイル
「いちご100% キャラクターファイル」（いちごひゃくパーセント キャラクターファイル）は、OVA『いちご100%』のキャラクターソング・シングルシリーズ。2005年5月25日から9月22日にかけ4枚がLantisから発売された。

## 概要
- OVA『いちご100%』のキャラクターソングを収録。
- A面の曲は、OVA『いちご100%』のエンディングテーマとして使用された。
- 3曲目には各キャラクターによるモノローグが収録されている。

## リリース一覧

### 1 東城綾
収録曲
1. ジンク・ホワイト [4:45]
作詞：田辺智沙 / 作曲・編曲：黒須克彦
  - OVA『いちご100% -夜霧の嵐泉祭編-』エンディングテーマ
2. 陽のあたる場所 [4:01]
作詞・作曲：rino / 編曲：河合英嗣
3. 秘密のDiary [1:54]
4. ジンク・ホワイト（off vocal）
5. 陽のあたる場所（off vocal）

### 2 西野つかさ
収録曲
1. 大逆転Kiss [4:00]
作詞：田辺智沙 / 作曲・編曲：上野浩司
  - OVA『いちご100% -桜海学園エクソダス編-』エンディングテーマ
2. Perfect Rainbow [4:26]
作詞：rino / 作曲：渡邉美佳 / 編曲：渡邉美佳・久保幹一郎
3. キミの気持ち、教えて欲しい。 [1:33]
4. 大逆転Kiss（off vocal）
5. Perfect Rainbow（off vocal）

### 3 南戸唯
収録曲
1. ココロカプセル [4:25]
作詞・作曲：rino / 編曲：大久保薫
  - OVA『いちご100% -さわやかペンションクライシス〜オーナーに気をつけろ!編-』エンディングテーマ
2. 夏まつり恋風 [4:25]
作詞：rino / 作曲：小松一也 / 編曲：河合英嗣
3. あなたの手を引いて [1:23]
4. ココロカプセル（off vocal）
5. 夏まつり恋風（off vocal）

### 4 北大路さつき
収録曲
1. プラトニック・スキャンダル [4:07]
作詞：田辺智沙 / 作曲：上野浩司 / 編曲：百石元
  - OVA『いちご100% -こころ変わりは突然に!?編-』エンディングテーマ
2. 想い、ふわり [4:13]
作詞：江幡育子 / 作曲・編曲：Angel Note
3. 恋に手加減無用！ [1:34]
4. プラトニック・スキャンダル（off vocal）
5. 想い、ふわり（off vocal）